# 迷走王 ボーダー
『迷走王 ボーダー』（めいそうおうボーダー）は、狩撫麻礼原作、たなか亜希夫作画による漫画。1986年から1989年にかけて、双葉社の『漫画アクション』にて連載された狩撫、たなか両者の代表作の一つ。1991年に『迷走王ボーダー 社会復帰編』のタイトルでOVAが発売されている。
狩撫、たなかはともに小池一夫の劇画村塾の出身で、本作は1985年の『ア・ホーマンス』に続く共同作品である。
連載当時はバブル景気全盛で軽・薄・短・小が美徳とされていた時代であり、それに対するカウンターとして毎回のように提示される劇中のメッセージは読者の支持を呼び、人気を博した。
当時、いしかわじゅんのエッセイ漫画『フロムＫ』が同じく『漫画アクション』に連載されていたが、同作での自分の描かれ方に不満を感じた狩撫は、『ボーダー』第90回にて、いしかわと関川夏央を登場させ、男芸者などと揶揄した。その後、『漫画アクション』への関川・いしかわの激しい抗議があり、同誌は正式に謝罪文を掲載した。第90回は『ボーダー』単行本には未収録となっている。
続編として、『ネオ・ボーダー』が『漫画アクション』誌上で2011年11号から2015年16号まで連載された（狩撫は筆名を「ひじかた憂峰」としている）。最終回掲載号でさらなる続編『ボーダー・改』を構想中であることが予告されていたが、原作者は2018年に死去している。

## ストーリー
砂混じりの風が吹くアジアの何処かで２人の旅人が出会い、それから数年後。ボロアパート「月光荘」の家賃3千円の便所部屋に住む無職の中年男・蜂須賀。同じく無職で彼をセンパイと呼ぶ世慣れた青年・クボタ（久保田洋輔）と、彼らに触発された東大志望の浪人生（のち合格）・木村（木村健悟）の月光荘の住人3人が巻き起こす騒動を描いた物語。自分たちから見て「あちら側」と称した世界（コマーシャリズムやマーケティングに支配され、疑問を持たない普通の人々の世界）と「こちら側」との境界線上を行く者という意味で「ボーダー」という生き方を選ぶ蜂須賀たちを、時にリリカルに、時にはコミカルに描く。
基本的に一話完結形式だが、十億円事件や蜂須賀の縁談話に始まる過去判明の流れなど、複数回にまたがる長編エピソードもある。また登場人物や設定の変更などは一切ないが、旧単行本10巻巻末収録のVOL.107『帰巣本能』までが第一部で、11巻巻頭収録の『変身パルコあたり』からは第二部としてナンバリングも再びVOL.1からの仕切り直しとなっている。第二部では、蜂須賀と連載当時社会現象化していたザ・ブルーハーツの音楽との出会いが大きなターニングポイントとして描かれている。

## OVA

### 声の出演
- 蜂須賀 - 屋良有作
- 久保田 - 堀内賢雄
- 黒川 - 青森伸
- 細木 - 喜多川拓郎
- 木村 - 真地勇志
- とめ子 - 片岡富枝
- 広川 - 増岡弘
- 直美 - 鈴鹿千春
- 弘子 - 吉田美保
- 店主 - 岸野一彦
- ばば - 山本圭子
- 駅アナウンス - 掛川裕彦
- アナウンサー - 津久井教生
- 男 - 高山勉
- ナレーション - 玄田哲章

### スタッフ
- エグゼクティブプロデューサー - 蛭田元二
- プロデューサー - 高山雅治、小野哲男
- 原作 - 狩撫麻礼、たなか亜希夫
- 監督・絵コンテ - 石黒昇
- 脚本 - 佐田明
- 演出 - 花井信也
- キャラクターデザイン・作画監督 - 青井清年
- 美術監督 - 明石貞一
- 撮影監督 - 杉山幸夫
- 音響監督 - 早瀬博雪
- 色指定 - 大津多美子、加藤全美
- 特殊効果 - 山本公
- 編集 - 三木幸子
- 音楽 - 堅人
- アニメーション制作 - アートランド
- 製作協力 - 日本アニメーション
- 製作 - 日本コロムビア